# Culcasia parviflora
Culcasia parviflora är en kallaväxtart som beskrevs av Nicholas Edward Brown. Culcasia parviflora ingår i släktet Culcasia och familjen kallaväxter. Inga underarter finns listade.